# .sc
.scは国別コードトップレベルドメイン（ccTLD）の一つで、セーシェルに割り当てられている。かつてはスコットランド向けに販売されていたが、現在はセーシェルの管理下にある。かつて.scドメインを販売していたレジストラは、すでに閉鎖している。

## セカンドレベルドメイン
以下のセカンドレベルドメインが存在している。
- com.sc: 商業用、営利組織用
- net.sc: ネットワークインフラ関連用
- edu.sc: 教育機関用
- gov.sc: 政府機関用
- org.sc: その他、通常非営利組織用